# Lomographa
Lomographa es un género de polillas de la familia Geometridae. El género fue erigido por Jacob Hübner en 1825. Tiene gran parecido con el género asiático Peratophyga. Es un género ampliamente distribuido en el Viejo Mundo pero no es muy rico en especies.
Hübner describió al género usando un nombre genérico que posteriormente causó confusión entre los trabajadores de campo. Originalmente era un género mixto y permaneció inactivo usando con frecuencia Stegania, hasta que Edward Meyrick lo revivió al antiguo nombre de Hübner para sus congéneres. Durante más de 60 años, las especies norteamericanas de este género se han clasificado bajo el nombre Bapta. Sin embargo, Lomographa se publicó antes de Bapta y es el nombre genérico correcto.
Las especies del género incluyen:
- Lomographa anoxys (Wehrli, 1936)
- Lomographa araeophragma (Prout, 1934)
- Lomographa atrinotapex (Joannis, 1929)
- Lomographa buraetica (Staudinger, 1892)
- Lomographa bimaculata (Fabricius, 1775) – white-pinion spotted
- Lomographa claripennis (Inoue, 1977)
- Lomographa distans (Warren, 1894)
- Lomographa distinctata (Herrich-Schäffer, [1839])
- Lomographa elsinora (Hulst, 1900)
- Lomographa foedata (Warren, 1894)
- Lomographa glomeraria (Grote, 1881)
- Lomographa guttalata Yazaki, 1994
- Lomographa inamata (Walker, 1860)
- Lomographa juta (Prout, 1926)
- Lomographa luciferata (Walker, 1862)
- Lomographa lungtanensis (Wehrli, 1939)
- Lomographa margarita (Moore, [1868])
- Lomographa nigropunctaria (Leech, 1897)
- Lomographa nivea (Djakonov, 1936)
- Lomographa notata (Warren, 1894)
- Lomographa ochrilinea (Warren, 1894)
- Lomographa orientalis (Staudinger, 1892)
- Lomographa perapicata (Wehrli, 1924)
- Lomographa percnosticta (Yazaki, 1994)
- Lomographa platyleucata (Walker, 1866)
- Lomographa pulverata (A. Bang-Haas, 1910)
- Lomographa rara (Yazaki, 1994)
- Lomographa sectinota (Hampson, 1895)
- Lomographa semiclarata (Walker, 1866)
- Lomographa simplicior (Butler, 1881)
- Lomographa subspersata (Wehrli, 1939)
- Lomographa temerata (Denis & Schiffermüller, 1775) – clouded silver
- Lomographa undilinea (Warren, 1894)
- Lomographa vestaliata (Guenée, 1857)